# Vila Cova do Covelo
Vila Cova do Covelo ist eine Gemeinde (Freguesia) in der Region Penalva do Castelo in Portugal. Die Gemeinde mit einer Fläche von 9,1 km² wird von 210 Einwohnern bewohnt (23,1 Einwohner/km², Stand 30. Juni 2011). 70 % der Einwohner sind über 60 Jahre.
Durch Auswanderungen in der Mitte der 1980er Jahre nach Spanien, Frankreich und der Schweiz verlor der Ort rund 100 Bewohner.
Die Weiden (Lameiros) liegen ein bis zwei Kilometer vom Dorfzentrum entfernt.